# 무쇠

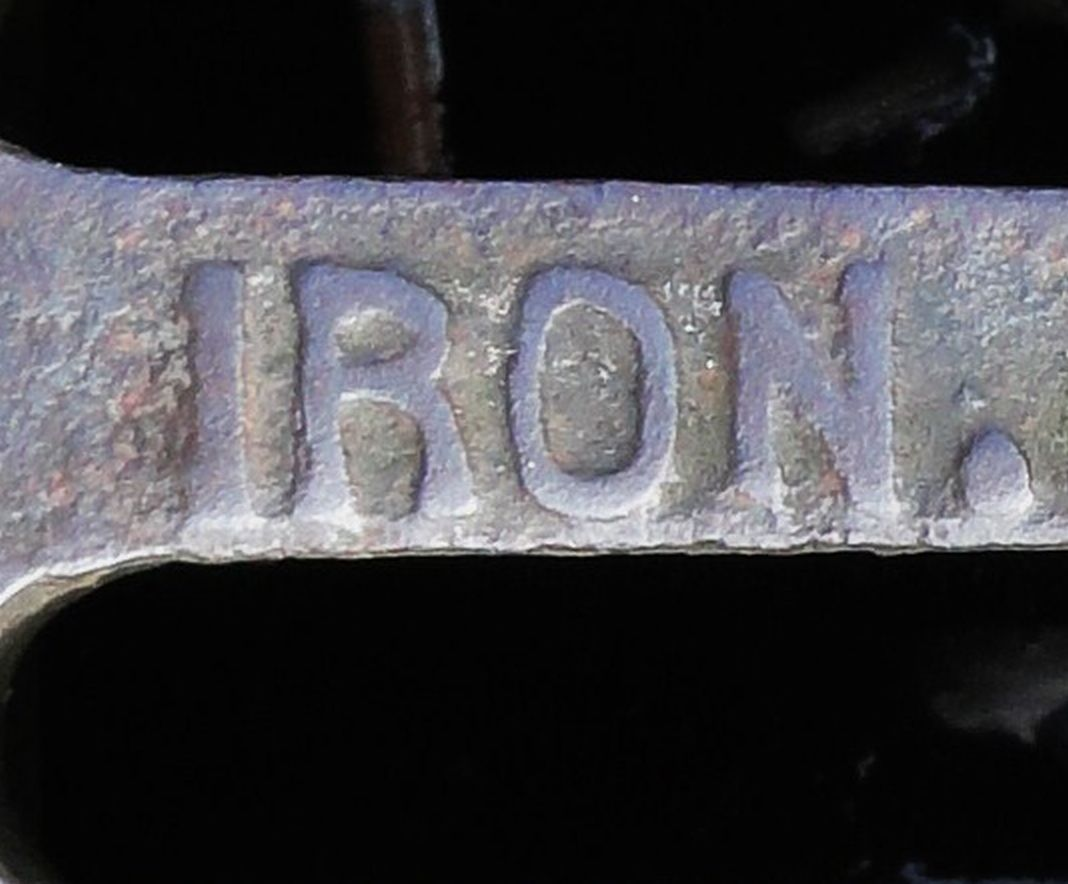

무쇠 또는 주철(鑄鐵)은 1.7% 이상의 탄소를 함유하는 철의 합금이다.
보통 탄소량은 2.06 ~ 6.7%로 나타나 있으나 흔히 사용되는 것은 3 ~ 4%이다. 탄소가 많아서 단단하고 부서지기가 쉬우므로 압연·단조 등의 가공은 할 수 없으나, 강에 비해서 융점이 낮아 쉽게 용해되기 때문에 주물로 쓰기에는 편리하다. 주철 제품은 강도가 높고 강에 비해 녹이 덜 슬며 가격도 싸기 때문에 기계 부품에서 취사용구에 이르기까지 용도가 넓고 또 많이 쓰이고 있다. 주철의 탄소는 시멘타이트(영어: cementite)(Fe3C)의 형태로 존재하는 경우와 단독의 탄소가 흑연의 형태로 존재하는 경우의 두 가지가 있으며, 또한 주철로서의 성질도 다르다. 탄소가 세멘타이트의 형태로 되느냐, 흑연의 형태로 되느냐 하는 것은 주철 속의 탄소와 규소의 양 및 주조할 때의 냉각 속도에 관계된다.
탄소나 규소가 적고 급랭되면 세멘타이트로 된다. 세멘타이트는 굳은 화합물이므로, 세멘타이트를 많이 함유하는 주철은 단단하고 내마모성(耐磨耗性)은 우수하지만 부서지기가 쉽다. 이와 같은 주철의 단면은 조직이 치밀하고 백색으로 빛나기 때문에 백주철이라고 한다.
냉각속도가 느리고 탄소나 규소가 많은 경우에는 탄소가 유리되어 흑연의 형태로 되기 쉽다. 백주철에 비해서 연하지만 잘 깨어지지 않는 성질을 가졌으면, 단면에는 검은 색깔의 흑연이 덮여 있으므로 회색으로 보인다. 이러한 주철을 회주철이라고 부른다. 회주철의 흑연을 현미경으로 보면 지렁이와 같은 모양으로 벌려 있는 것처럼 보인다.
이 주철에 마그네슘이나 칼슘을 약간 첨가하면, 이 흑연은 구상(球狀)으로 변화하여 회주철의 2 ~ 3배나 강하고 질긴 주철이 된다. 이러한 주철은 구상흑연주철(球狀黑鉛鑄鐵) 또는 노듈라주철(영어: nodular cast iron)이라고 부르며, 연성(軟性)이 필요한 중요 기계부품이나 수도관 등에 사용한다.

## 이름
무쇠는 ‘물[水]’과 ‘쇠[鐵]’의 합성어다. ‘믈’은 근대국어 시기에 원순모음화를 경험하여 ‘물’로 변화한다. 또한 합성어를 형성할 때, ‘ㅅ’ 앞에서 ‘ㄹ’이 탈락하는 음운 변화로 ‘무쇠’가 된 것이다. ‘무쇠’에서 ‘물’은 자기 본래의 의미를 잃어버리고 “묽은”, “약한”이라는 의미의 접두사로 쓰였다. ‘무쇠’는 비록 단단하기는 하나 아직 연마가 덜 된 쇠를 뜻한다.
주철(鑄鐵) 또는 생철(生鐵)이라고도 한다.

## 같이 보기
- 강철
- 연철